# Otsego megye (New York)
Otsego megye az Amerikai Egyesült Államokban, azon belül New York államban található. Megyeszékhelye Cooperstown, legnagyobb városa Oneonta. Lakosainak száma 58 524 fő (2020. április 1.). Otsego megye Herkimer, Montgomery, Schoharie, Delaware, Chenango, Oneida és Madison megyékkel határos.

## Népesség
A megye népességének változása:
| Lakosok száma | 62 228 | 62 030 | 61 924 | 61 683 | 60 636 | 58 524 |
|               | 2010   | 2011   | 2012   | 2013   | 2015   | 2020   |